# 上海市人民政府驻重庆办事处
上海市人民政府驻重庆办事处，简称上海驻渝办，是上海市人民政府派驻中国西北地区的常设办事机构，归口上海市人民政府办公厅管理，是上海市加强同中国西北地区之间政治、经济、科技交流协作的重要渠道，办事处下设秘书处、业务处、成都联络处三个职能部门，机关办公地点为重庆南坪南城大道309号怡丰花园58幢。

## 历史沿革
1986年8月，为推动改革开放，与国内省市区进行经济合作，上海市委、市政府领导决定在国内主要城市设立办事处。考虑到重庆工业与上海有诸多相似之处以及长江交通重要经济作用等因素，上海市人民政府于1987年1月设立了驻重庆办事处，代表上海市政府协调、处理在川藏地区的有关事务。1997年之前，上海驻渝办曾考虑迁往成都，后因重庆将设直辖市而保留，在成都设立联络处。
2005年7月，上海市人民政府驻西藏办事处成立，上海驻重庆办的工作主要联系范围调整为重庆市与四川省。

## 联系区域
目前，上海市人民政府驻重庆办事处负责联系重庆市与四川省，促进上海与上述地区的经济合作交流，推动在农业、科技、文化、教育、人才、旅游等领域的合作与交流，发挥对驻地企业的服务指导作用。

## 组织结构

### 内设机构
- 秘书处
- 业务处
- 成都联络处